# Prescott (Míchigan)
Prescott es una villa ubicada en el condado de Ogemaw en el estado estadounidense de Míchigan. En el Censo de 2010 tenía una población de 266 habitantes y una densidad poblacional de 92,61 personas por km².

## Geografía
Prescott se encuentra ubicada en las coordenadas 44°11′30″N 83°55′56″O / 44.19167, -83.93222. Según la Oficina del Censo de los Estados Unidos, Prescott tiene una superficie total de 2.87 km², de la cual 2.87 km² corresponden a tierra firme y (0%) 0 km² es agua.

## Demografía
Según el censo de 2010, había 266 personas residiendo en Prescott. La densidad de población era de 92,61 hab./km². De los 266 habitantes, Prescott estaba compuesto por el 96.62% blancos, el 0% eran afroamericanos, el 0% eran amerindios, el 0% eran asiáticos, el 0% eran isleños del Pacífico, el 0.38% eran de otras razas y el 3.01% pertenecían a dos o más razas. Del total de la población el 3.76% eran hispanos o latinos de cualquier raza.